# Hans-Joachim Bormeister
Hans-Joachim Bormeister (* 16. Mai 1927 in Berlin; † 26. Dezember 2013 in Zehdenick) war ein deutscher Forstmann. Er war langjähriger Leiter der Forstverwaltung der Evangelischen Kirche in der DDR.

## Leben

### Ausbildung und berufliche Anfänge
Hans-Joachim Bormeister gehörte zu der Generation, die in der Endphase des Zweiten Weltkriegs noch zu Reichsarbeits- und Kriegsdienst herangezogen wurde, sodass er seine Schulausbildung erst im Jahr 1948 mit dem Abitur abschließen konnte. Anschließend absolvierte er von 1949 bis 1953 sein Forststudium an der Forstwirtschaftlichen Fakultät Eberswalde der Humboldt-Universität Berlin. Während dieser Zeit war er Vertrauensstudent der evangelischen Studentengemeinde der Fakultät in Eberswalde, an der er 1963 mit der Dissertation Untersuchungen über die Vegetationsentwicklung bei Ackeraufforstungen in Brandenburg und in angrenzenden Gebieten zum Dr. rer. silv. promoviert wurde. 
Nach Abschluss seines Studiums im Jahr 1953 war Bormeister zunächst mehrere Jahre im Staatlichen Forstbetrieb Templin tätig, wo er die Abteilung „Waldbau“ leitete. Während dieser Zeit entstand 1955 auch seine kleine Schrift Wald und Wild im Kreis Templin.

### Im Kirchendienst
Ab 1957 beschäftigte sich Bormeister mit dem Aufbau der Forstverwaltung der evangelischen Kirche in der DDR. Die Evangelische Kirche in Berlin-Brandenburg wollte ein Forstbüro aufbauen, wobei Bormeister zunächst als forstwirtschaftlicher Sachverständiger für das Konsistorium Berlin-Brandenburg und für die Stelle Kirchenkanzlei der Evangelischen Kirche in Deutschland (EKD) tätig war. Zur weiteren Entwicklung trug dann auch der Umstand bei, dass nach dem Abschluss des Militärseelsorgevertrages die DDR-Regierung die acht ostdeutschen Landeskirchen 1957 aufgefordert hatte, sich von der EKD zu trennen. Doch erst 1969 war deren Zusammenschluss zum Bund der evangelischen Kirchen in der DDR (BEK) vollzogen, und Bormeister wurde im gleichen Jahr die Leitung des Referates Forstwirtschaft im Sekretariat der BEK übertragen. 
Unter seiner Führung gelang es, die Kirchenforsten im schwierigen atheistisch-sozialistischen Umfeld unter eigenständiger Bewirtschaftung durch die evangelische Kirche zu halten. Bormeister baute eine kirchliche Forstorganisation auf und erreichte wirtschaftliche Freiräume für die kirchlichen Forstbetriebe und persönliche Erleichterungen für deren Mitarbeiter, unter ihnen auch Robert Hinz. Daneben gelangen ihm über den „Eisernen Vorhang“ hinweg Kontakte zur niedersächsischen Klosterkammer und durch die Beziehungen von Bischof Albrecht Schönherr auch solche zu schwedischen Forstleuten. Seine Dienstakten aus den Jahren 1957 bis 1991 befinden sich heute im Evangelischen Zentralarchiv in Berlin.
Bereits zu sozialistischen Zeiten hatte Bormeister hart dafür gekämpft, dass die seinerzeit im Zuge der Bodenreform enteigneten Stiftsforsten von Heiligengrabe und Marienfließ zum Kirchenbesitz zurückkehrten, was schließlich einige Zeit nach der Wiedervereinigung auch geschah.

### Nach der Wende
Schon während seiner aktiven Dienstzeit war Bormeister dem Naturschutz verbunden und setzte sich für eine umfassende nachhaltige Forstwirtschaft ein. In der politischen Wende 1989 erkannte er die große Chance für den Wald und den Naturschutz und betreute 1989/1990 als Moderator des „Runden Tisches“ intensiv die Gründung des Biosphärenreservats Schorfheide-Chorin. Auch sein ehrenamtliches Engagement für den Naturschutz weitete er aus. So war er über zwei Amtsperioden hinweg Mitglied des Naturschutzbeirates bei der unteren Naturschutzbehörde des Landkreises Oberhavel.
Seit 1991 engagierte er sich zudem für die Schutzgemeinschaft Deutscher Wald (SDW) und gehörte zu den Gründungsmitgliedern des SDW-Landesverbands Brandenburg, den er in den Folgejahren aufzubauen half. Bormeister initiierte zahlreiche Projekte zum Schutz des Waldes. Von 1992 bis 2000 war er auch aktives Mitglied des geschäftsführenden SDW-Bundesvorstandes und leitete den Arbeitskreis „Wald, Naturschutz und Landschaftspflege“. Dabei lagen ihm besonders der Schutz der Alleen, die Waldvermehrung und die Rückgabe des Preußenwaldes am Herzen. Während der Exkursion im Jahr 2007 übergab Bormeister sein Amt als Arbeitskreisleiter an Helm-Eckart Hink. Hink hatte ihn zum 18. Juni 2006 bereits als Mitglied des erweiterten SDW-Vorstands abgelöst.
Bormeister lebte in Zehdenick, wo er am 26. Dezember 2013 verstarb.

## Ehrungen
Für sein gesamtdeutsches Wirken in Ost und West für den Wald wurde Bormeister am 5. März 1999 mit dem Bundesverdienstkreuz am Bande ausgezeichnet, das ihm Landesminister Gunter Fritsch während einer Feierstunde in der Alten Forstakademie Eberswalde überreichte. Die Schutzgemeinschaft Deutscher Wald würdigte sein langjähriges ehrenamtliches Engagement für den Schutz des Waldes und die SDW, indem sie ihm im Jahr 2007 ihre höchste Auszeichnung, die Ehrennadel in Gold, verlieh. Darüber hinaus war Bormeister auch Ehrenmitglied des Bundes Deutscher Forstleute (BDF).

## Zitat
„Unser Land braucht den Wald und die Förster.“